# Věra Olivová
Věra Olivová (13. listopadu 1926, Praha – 7. března 2015) byla přední česká historička, věnující se především dějinám první republiky a dějinám sportu.

## Život
Věra Olivová vystudovala historii a geografii na Filozofické fakultě Univerzity Karlovy. Krátce pracovala v Politickém archivu kanceláře prezidenta republiky, kde získala přístup k soukromému archivu Edvarda Beneše. Poté nastoupila na Vysokou školu politických a hospodářských věd a mezi léty 1953–1970 působila na Katedře československých dějin na FF UK, kde se zabývala převážně obdobím první republiky.
Po roce 1970 nesměla pedagogicky působit a jejím pracovištěm se stala Katedra etnografie a folkloristiky FF UK, kde se věnovala nepolitickým tématům, zejména pak dějinám sportu v kontextu jeho antické kulturní tradice. Po roce 1989 pokračovala ve své badatelské práci, především se zaměřila na svou činnost ve Společnosti Edvarda Beneše, jejíž byla dlouholetou předsedkyní.
Jejím manželem byl klasický filolog profesor Pavel Oliva.
Dne 28. října 2014 jí prezident Miloš Zeman udělil medaili Za zásluhy I. stupně.

## Výběr z díla
- Československo-sovětské vztahy v letech 1918–1922. Praha : NV, 1957.
- Spartakus. Povstání Spartakovo a spartakovská tradice. Praha : Sportovní a turistické nakladatelství, 1960. (s P. Olivou)
- Politika československé buržoazie v letech 1921–1923. Praha : Československá akademie věd, 1961.
- Československé dějiny (1918–1945). 1. a 2. část. Praha : Státní pedagogické nakladatelství, 1966. (s kolektivem)
- Československo v rozrušené Evropě. Praha : Melantrich, 1968.
- Lidé a hry. Historická geneze sportu. Praha : Olympia, 1979.
- Sport a hry ve starověkém světě. Praha : Artia, 1988.
- Odvěké kouzlo sportu. Praha : Olympia, 1989.
- Československé dějiny 1914–1939. Praha : Karolinum, 1991.
- Dějiny první republiky. Praha : Karolinum, 2000.
- Dějiny nové doby. 1848–2008. Velké Bílovice : TeMi CZ, 2008.
- Závěť Edvarda Beneše a osudy jeho archivu. Praha : Společnost Edvarda Beneše, 2008.
- Československo a Německo 1918–1929. Praha : Společnost Edvarda Beneše, 2010.